# (26798) 1979 QG2
1979 كيو جي 2 (ويعرف أيضًا باسم (26798) 1979 كيو جي 2 وفق تسمية الكوكب الصغير) (بالإنجليزية: 1979 QG2)‏ هو كويكب ضمن حزام الكويكبات؛ وترتيبه 26798 من حيث الاكتشاف.
اكتُشف هذا الجُرم الفلكي بواسطة Claes-Ingvar Lagerkvist ‏ في 22 أغسطس 1979.

## وصلات خارجية
- (26798) 1979 QG2 في قاعدة بيانات مختبر الدفع النفاث لأجرام النظام الشمسي الصغيرة

- الاكتشاف · مخطط المدار ·  العناصر المدارية · المعلمات المادية

- (26798) 1979 QG2 على موقع ويكي سكاي: DSS2, SDSS, GALEX, IRAS, Hydrogen α, X-Ray, Astrophoto, Sky Map, Articles and images